# Candát
Candát (Sander nebo též Stizostedion Oken, 1817) je rod dravých ryb z čeledi okounovití. Candáti mají protáhlé tělo s dvěma hřbetními ploutvemi a charakteristickými příčnými pruhy na bocích. Jednotlivé druhy obývají oblast Eurasie a Severní Ameriky.

## Druhy
Rod v současnosti zahrnuje pět druhů.
- candát obecný (Sander lucioperca Linné, 1758)
- candát východní (Sander volgensis Gmelin, 1789)
- candát mořský (Sander marinus Cuvier in Cuvier and Valenciennes, 1828)
- candát kanadský (Sander canadensis Griffith and Smith, 1834)
- Sander vitreus (Mitchill, 1818)
  - candát křišťálový (Sander vitreum vitreum Mitchill, 1818)[2]
  - candát modrý (Sander vitreum glaucum Hubbs, 1926)[2]